# ラ・ゴロンドリーナ（つばめ）
「ラ・ゴロンドリーナ（つばめ）」（西: La golondrina）は、メキシコの民謡。日本では、原詞を元に作られたオリジナルの日本語版の歌詞で歌われており、1968年2月-3月に、NHKの音楽番組『みんなのうた』で放送された。"ゴロンドリーナ"とは、スペイン語で「つばめ」の意味である。

## 概要
原曲を作詞・作曲したのは、メキシコのベラクルス州生まれの医師・作曲家であったナルシソ・セラデル・セビージャである。彼は、メキシコ出兵の際にフランス軍と戦い、捕虜となりフランスに送られた。その後、フランスで祖国メキシコを思う気持ちをつばめに重ねて、1862年に作ったのがこの曲であった。この曲はメキシコで人気となり、今日では愛唱歌となり歌い継がれている。
1906年に、セニョール・カール・フランシスコが初めてこの曲を歌った。その後、カテリーナ・ヴァレンテ、ナット・キング・コール、プラシド・ドミンゴなどもこの曲を歌っている。1960年にはブライアント夫妻により英語版の"She Wears My Ring"が作られた。

## みんなのうた
日本では、青木富美子が訳詞、サトウハチローが補作詞を担当し、日本語版が作られた。詞の内容は、毎年春になると必ず自分の住む町へと戻ってくるつばめを愛おしく思う気持ちを歌ったもので、原詞とは大幅に内容が異なっている。
NHKの音楽番組『みんなのうた』で、東京放送児童合唱団歌唱による日本語版が1968年に初めて放送され、1972年にボニージャックスの歌唱によるリメイク版が作られた。両者共に初回放送以降一度も再放送されることがなく、映像も失われていた。しかし、2011年に始まった「みんなのうた発掘プロジェクト」により1972年版の映像が発見され、2012年3月16日に放送された『みんなのうた発掘スペシャルVOL.1』で実に40年ぶりの再放送を果たした。なお、1968年版の映像は現在も見つかっておらず、音源の再放送もされていない。
1968年版の映像は実写、1972年版の映像は間嶋龍臣がイラスト、毛利厚がアニメーションを担当しており、町を舞うつばめを色鮮やかに描いている。

## 他メディアでの使用
文化放送制作・地方民間放送共同制作協議会（火曜会）系列全国ネットで放送された日本のラジオ音楽番組（音楽ランキング番組）『全国歌謡ベストテン』において、同楽曲のインストゥルメンタルバージョンがオープニング・エンディングのテーマ曲として用いられた。 